# Inno delle nazioni

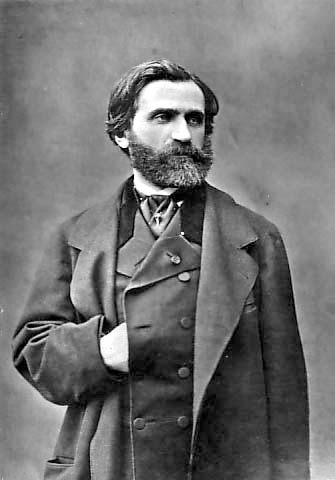
Verdi in mittleren Jahren

Inno delle nazioni (Hymne der Nationen, Hymne der Völker) ist eine 1862 entstandene weltliche Kantate von Giuseppe Verdi, die zu Frieden und zur Verbrüderung der Völker aufruft. Die Komposition auf einen Text von Arrigo Boito entstand anlässlich der Weltausstellung London 1862. Die Uraufführung fand am 24. Mai 1862 im Königlichen Opernhaus London unter der Leitung von Luigi Arditi statt. Die Aufführungsdauer des Werkes beträgt 13 Minuten.

## Entstehung
Eine königliche Kommission als Veranstalter der Weltausstellung 1862, die zur Zeit von Queen Victoria in London stattfand, hatte je einen Komponisten aus Deutschland (Giacomo Meyerbeer), Frankreich (Daniel-François-Esprit Auber), Großbritannien (William Sterndale Bennett) und dem neu gebildeten Königreich Italien beauftragt, eine festliche Komposition zu schreiben. Zunächst war Gioachino Rossini als Vertreter Italiens vorgesehen, nachdem dieser aber abgelehnt hatte, fiel die Wahl auf Verdi. Zu dieser Zeit hatte Verdi gerade die Komposition seiner Oper La forza del destino (Die Macht des Schicksals) abgeschlossen.
1861 hatte sich Italien nach mehrfach gescheiterten Einigungs- und Befreiungsversuchen zum Großteil unabhängig gemacht und zum Königreich erklärt. Nur Latium als Rest des Kirchenstaates hatte sich noch nicht angeschlossen. In dieser Aufbruchsstimmung lernte Verdi den erst zwanzigjährigen Dichter und Komponisten Arrigo Boito kennen, der den Text der Kantate als Appell an Frieden und Völkerverständigung schrieb. Im Gegensatz zu Boitos Text schließt die Komposition jedoch nicht mit einer „Ode an die Kunst“, sondern mit God Save the Queen.
Trotz des offiziellen Auftrags und des Vorliegens der Komposition, die Verdi zwischen dem 24. Februar und 31. März 1862 in Paris vollendet hatte, wurde Verdis Kantate nicht zusammen mit den Konzertouvertüren von Meyerbeer und Auber und Bennetts Ode uraufgeführt, sondern in einem zusätzlichen Konzert im Königlichen Opernhaus, wobei statt des vorgesehenen Tenors die Sopranistin Therese Tietjens den Solopart sang. Möglicherweise war ein Grund für die Verschiebung die Rücksicht auf Napoléon III., da Verdi in der Komposition statt der offiziellen Kaiserhymne die republikanische Marseillaise, wenn auch nur orchestral, verwendet hatte.

## Besetzung und musikalische Form

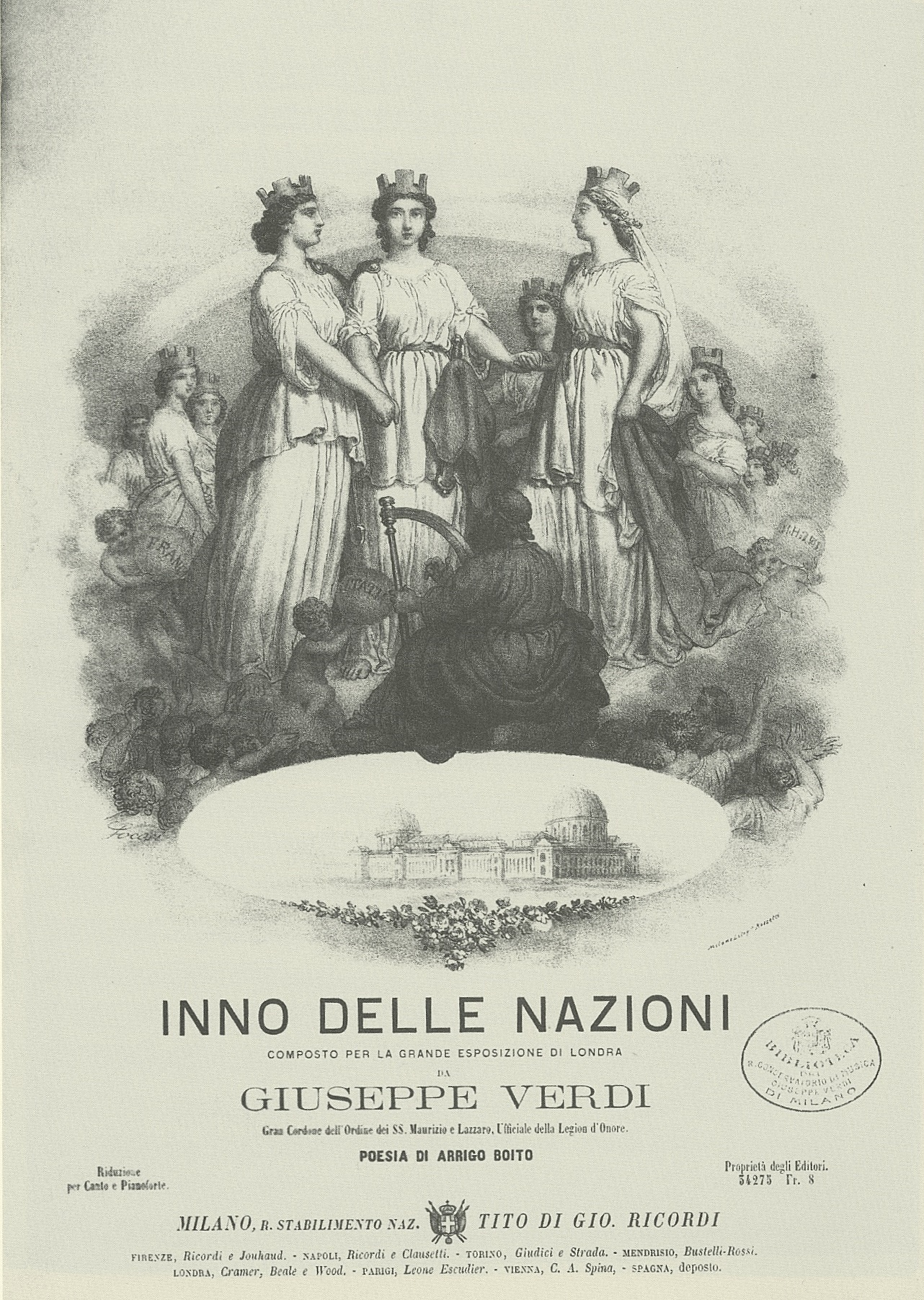
Titelblatt der Erstausgabe der Partitur

In der Kantate ist folgende Besetzung vorgesehen: Barde (Tenor), gemischter Chor, 2 Querflöten, Piccoloflöte, 2 Oboen, 2 Klarinetten, 2 Fagotte, 4 Hörner, 2 Trompeten, 3 Posaunen, Cimbasso, Pauken, Große Trommel, weiteres Schlagzeug, 2 Harfen, Streicher.
Nach einem kurzen orchestralen Vorspiel folgt der Einleitungschor Gloria pei cieli altissimi. Im anschließenden Solo, Spettacolo sublime! geht der Barde in einem historischen Rückblick auf das Elend der vergangenen Kriege ein, lobt den augenblicklichen Frieden und ruft zur Völkerfreundschaft (Fratellanza) auf. Im Anschluss an das nachfolgende Gebet Signor, che sulla terra, das vom Chor wiederholt wird, begrüßt der Barde England Salve, Inghilterra und Frankreich (O Francia), wobei das Orchester die britische Hymne God Save the Queen und die Marseillaise spielt. Es folgt eine Hymne auf Italien O Italia, o Italia, o patria mia, wobei Fratelli d’Italia zitiert wird. Die Komposition schließt mit God Save the Queen, danach folgen Elemente des Kontrapunkts, indem Verdi God Save the Queen, die Marseillaise und Fratelli d’Italia zunächst nacheinander bringt, um sie dann „in einer rudimentären Form von Polyphonie übereinanderzuschichten“. Nach der Wiederholung von God save the Queen schließt die Komposition mit den Worten „Gloria“.
Schon im Vorspiel und dem Einleitungschor findet sich ein Vorgriff auf Verdis 1870 entstandene Oper Aida. So weist das Fortissimo-Motiv im Eingangschor bei „Gloria i venturi populi“ eine unüberhörbare Ähnlichkeit zur Triumphszene im Zweiten Akt von Aida auf. Für den Verdi-Forscher Budden ist das Stück zwar einerseits ein „genialer Einfall“, er sieht aber den „einzige(n) Wert“ des Werkes „in seiner Funktion als Vorübung für das Finale des zweiten Aida-Aktes“.

## Denkwürdige Aufführungen
Im Juli 1943, mitten im Zweiten Weltkrieg, dirigierte der von den italienischen Faschisten zur Emigration gezwungene Arturo Toscanini in einem Verdi-Konzert in den USA die Hymne der Nationen, die er politisch umfunktionierte. So schloss er an die Kantate die vom Chor gesungene damalige Hymne der Sowjetunion, Die Internationale, sowie The Star-Spangled Banner, beides in eigener Instrumentation an, um die vier Hauptalliierten im Krieg gegen Hitler-Deutschland einzubeziehen. Toscanini änderte auch den Text der Kantate, indem er „O Italia, o patria mia“ zu „O Italia, o patria mia tradita“ (O Italien, mein verratenes Vaterland) erweiterte.
In dem oscar-nominierten Dokumentar-Kurzfilm Hymn of the Nations trägt der Tenor Jan Peerce die Hymne vor.

## Aufnahmen
- Jan Peerce, Tenor, Westminster Choir, NBC Symphony Orchestra unter Arturo Toscanini, RCA 1943, auch als DVD.
- Luciano Pavarotti, Tenor, Philharmonia Chorus, Philharmonia Orchestra unter James Levine, Decca Juni 1995.
- Fabio Armiliato, Tenor, Chor und Philharmonisches Orchester der Oper Nizza unter Marcello Panni, Real Sound 2001.

### Ausgaben (Notenmaterial)
- Autograph: British Library, London
- Klavierauszug: Cramer, Beale & Wood, London, No. 8027
- Partitur: Ricordi Mailand Nr. 34275.

### Sekundärliteratur
- Anselm Gerhard: Zu Lebzeiten veröffentlichte kleinere Kompositionen, in: Anselm Gerhard, Uwe Schweikert (HG), Verdi Handbuch, Metzler Kassel, Bärenreiter Stuttgart und Weimar 2001, ISBN 3-476-01768-0, sowie ISBN 3-7618-2017-8.
- Julian Budden: Verdi Leben und Werk, Revidierte Ausgabe, Philipp Reclam jun., Stuttgart 2000, ISBN 3-15-010469-6, S. 324–326.
- (Ohne Verfasserangabe): Beiheft zur CD, Aufnahme unter Toscanini, mit Erläuterungen und italienisch/englischem Text der Hymne.